# Tatjana Mihhailova-Saar
Tatjana Mihhailova-Saar (Татьяна Михайлова) vagy művésznevén Tanja (Kalinyingrád, 1983. június 19. –) észt énekesnő. Ő képviselte Észtországot a 2014-es Eurovíziós Dalfesztiválon, a dán fővárosban, Koppenhágában. Versenydala az Amazing volt.

## Zenei karrier

### 2014-es Eurovíziós Dalfesztivál
2014. március 1-jén megnyerte az Eesti Lault, az észtországi eurovíziós válogatóversenyt, így a 2014-es Eurovíziós Dalfesztiválon, Koppenhágában ő képviselhette hazáját.
2014. május 6-án, a dalfesztivál első elődöntőjében lépett fel, ahol nem sikerült továbbjutnia a döntőbe.